# Tamás Bencze
Tamás Bencze (Letenye, 21 novembre 1968) è un ex cestista ungherese.

## Carriera
Con l'Ungheria ha disputato i Campionati europei del 1999.